# Rue Fritz (Strasbourg)
Pour les articles homonymes, voir Rue Fritz.
La rue Fritz  est une voie de Strasbourg, située dans le quartier historique de la Krutenau. Elle va du no 57 de la rue de Zurich au 10, rue Paul-Janet, rejointe au nord, dans sa partie centrale, par la rue Adolphe-Wurtz.

## Histoire et origine du nom
Le tracé de la voie évolue au fil du temps. Une première ruelle, Mülgesselin, est attestée en 1469, 1473, 1587. Puis la présence d'une famille Spiess sur plusieurs générations donne, par traduction ou analogie, le Spiessengässel (1762), le Spiessen-Gässlein (1817), la rue des Piques (1833), l'impasse de la Hallebarde (1856) et le Hellenbardengässchen (1872,).

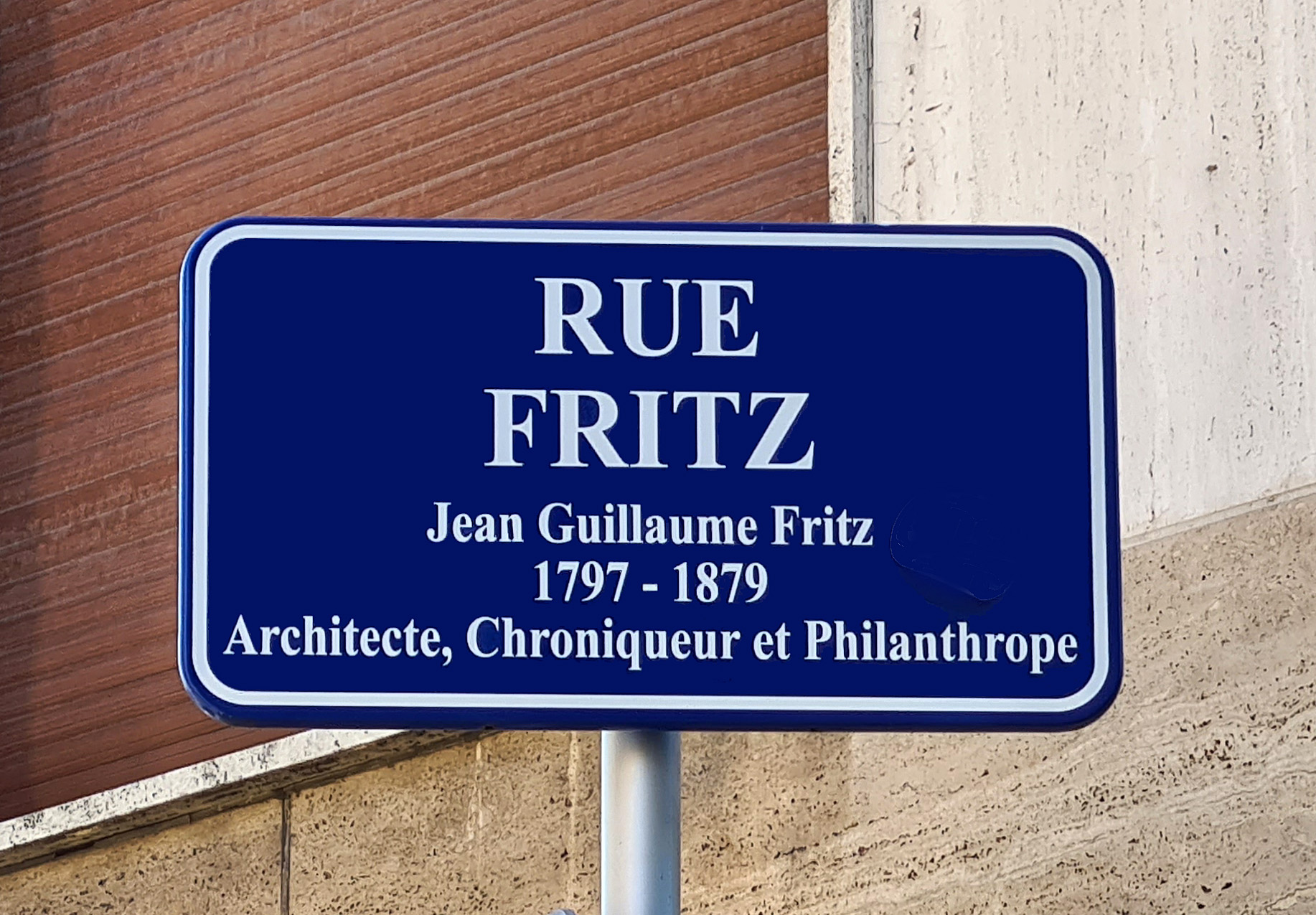
Plaque de rue.

Prolongée, la ruelle est renommée en 1881 « Fritzgasse », en mémoire de Jean-Guillaume Fritz (1797-1879), architecte, chroniqueur, philanthrope et propriétaire à la Krutenau, décédé deux ans plus tôt.
Cependant cet hommage ne semble pas avoir fait l'unanimité auprès des riverains de ce personnage un peu mystérieux, surnommé « Millionefritz », comme en témoigne, en 1883, non sans ironie, un essai sur les Vieux noms et rues nouvelles de Strasbourg, préfacé par Rodolphe Reuss :

« Enfin je voulais vous conduire à l'ex-quai aux Chevaux, aujourd'hui prolongement encore de la rue de Zurich, et vous faire voir, sur l'emplacement de la ruelle de la Hallebarde, une amorce de rue qui bientôt montrera ses deux façades modernes jusque dans la rue des Bestiaux : c'est la nouvelle rue Fritz. »

En 1945 elle prend son nom français actuel : « rue Fritz».

## Bâtiments remarquables
La plupart des immeubles datent du milieu ou de la fin du XIXe siècle.
no 2
Le bâtiment le plus imposant forme l'angle avec le no 57 de la rue de Zurich.
Sur cet emplacement est attestée au XVIIe siècle une maison appartenant sur plusieurs décennies à la famille Spiess. Ce patronyme (qui signifie « hallebarde ») donne son nom à la Spiessgass, puis à l'impasse des Hallebardes.
L'édifice avait la même hauteur que le no 4 voisin, jusqu'à l'ajout d'un troisième étage en 1870.
Un siècle plus tard, le nouveau propriétaire, l’Office public d’habitations à loyer modéré, en rénove l’intérieur, puis fait ravaler la façade en 1980. Le pan de bois devient alors apparent.

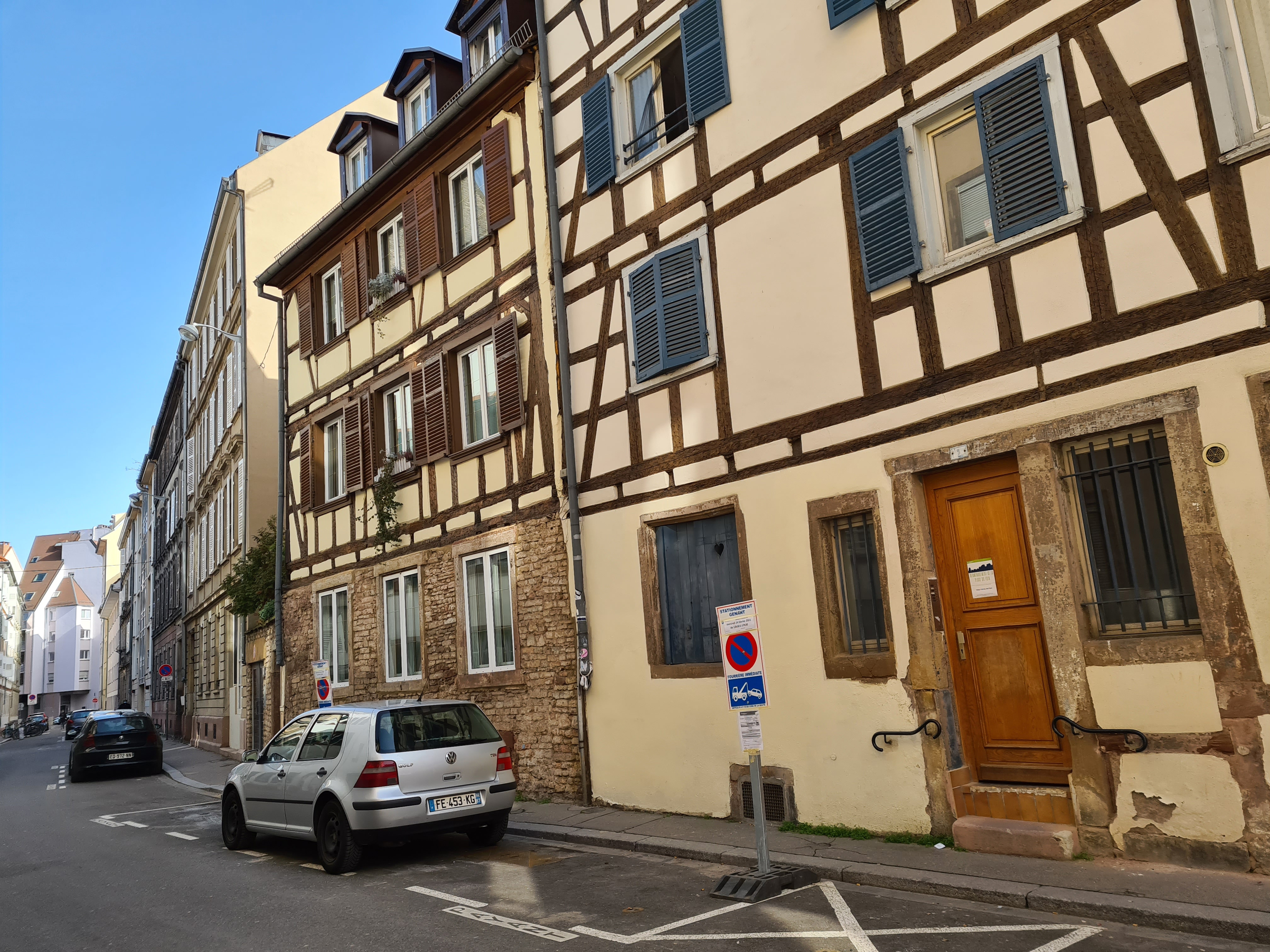
nos 4 et 2.
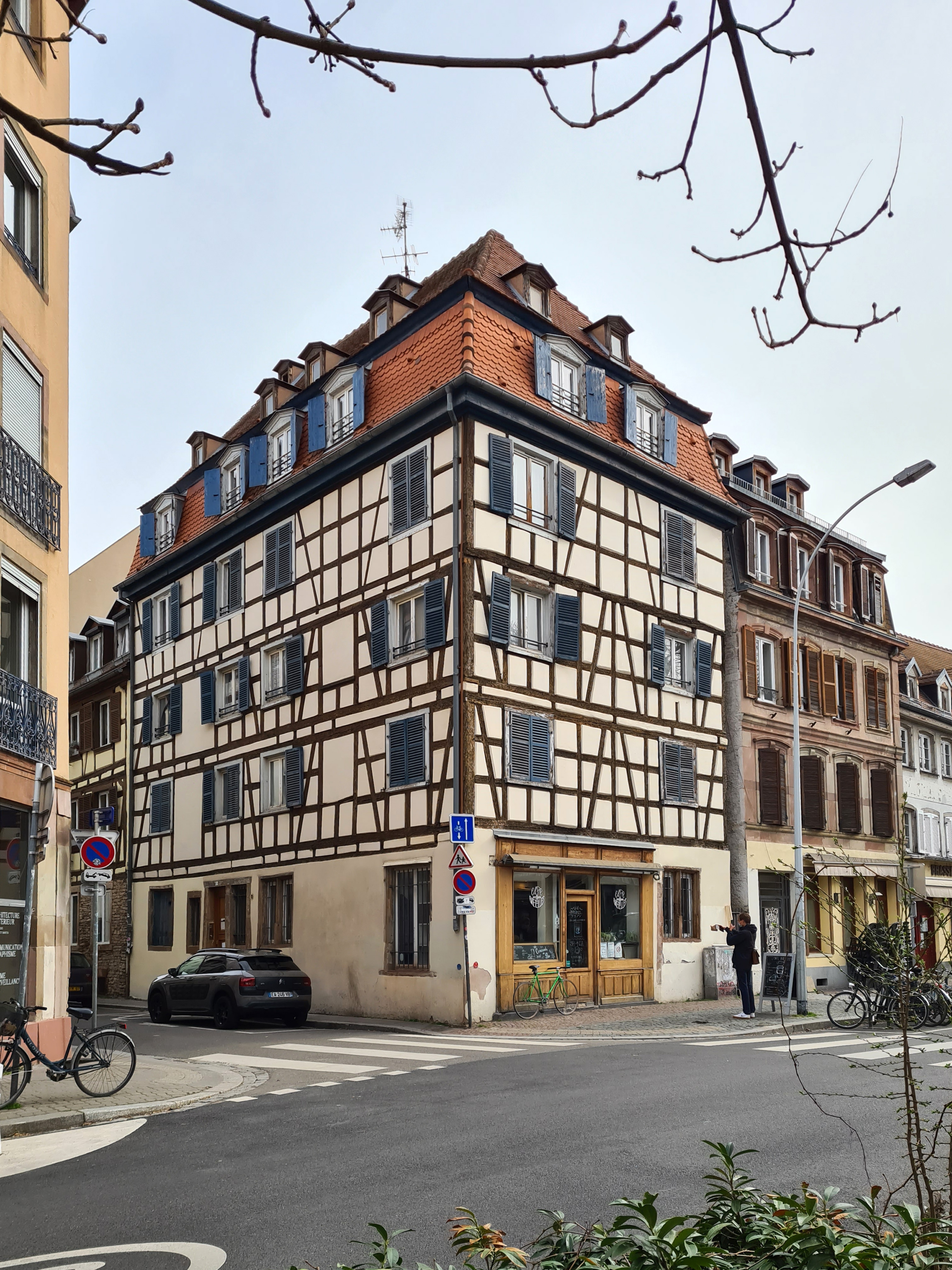
no 2, à l'angle avec la rue de Zurich.

no 6
Cet immeuble peut être considéré comme un bon exemple de l'architecture wilhelminienne, caractéristique du Strasbourg impérial.
no 8
L'immeuble, qui fait face à la rue Adolphe-Wurtz, est doté de trois étages surmontés de combles et large de six travées de fenêtres. Il a probablement été construit dans les années 1870 ou au début des années 1880. Au-dessus du portail une ancienne inscription témoigne de la présence d'un dépôt de bière.

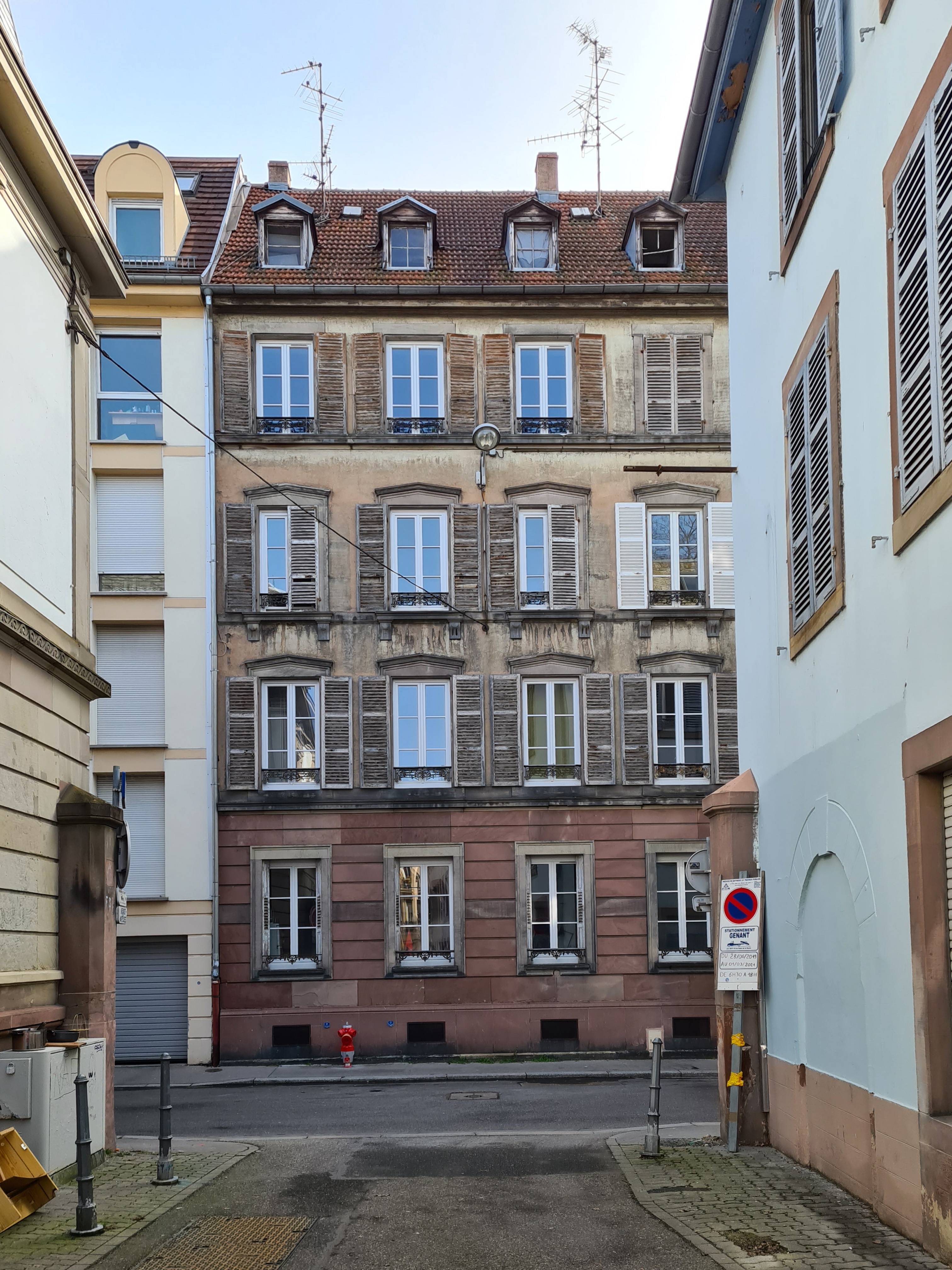
Face à la rue Adolphe-Wurtz.
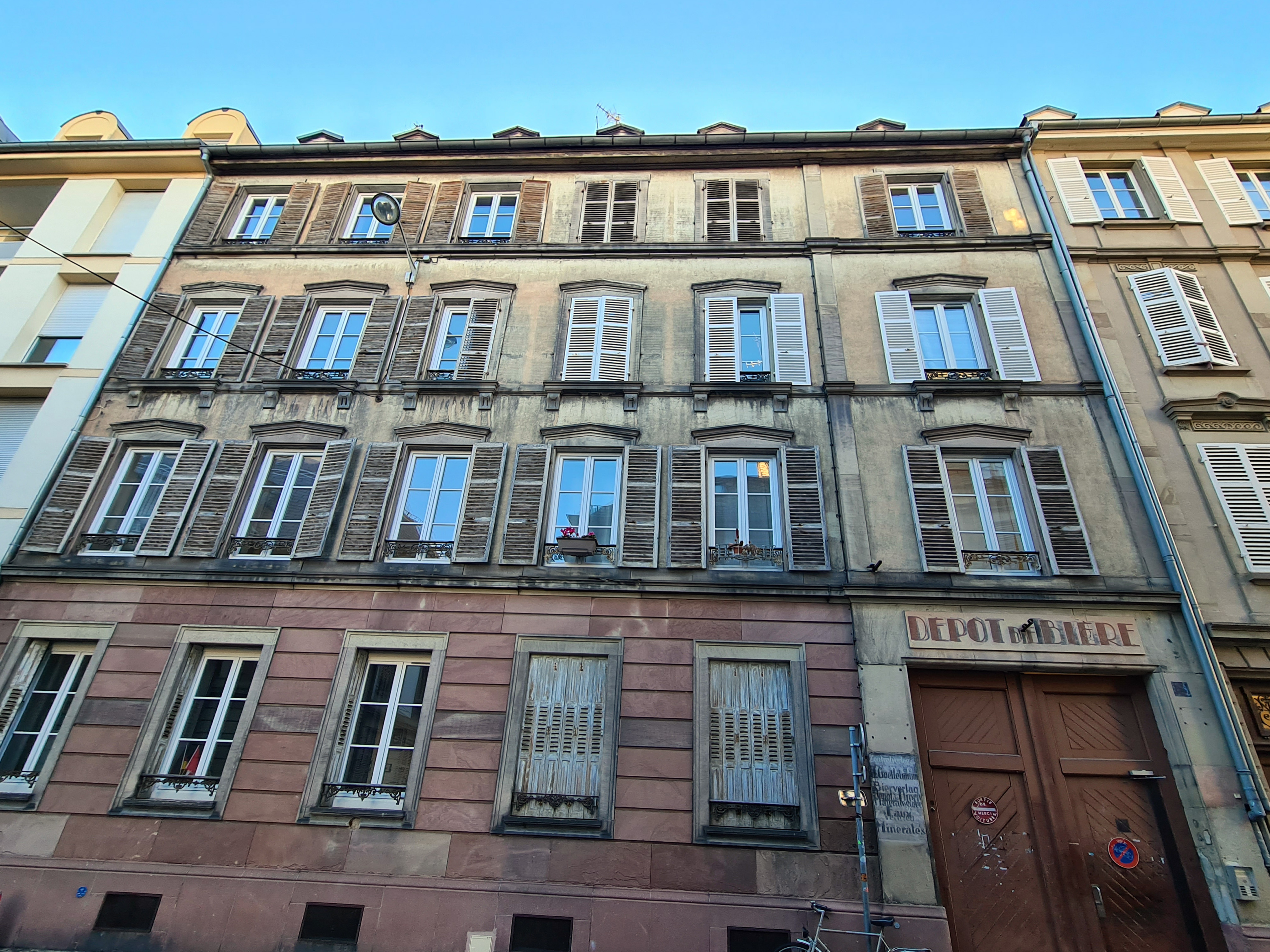
Façade.
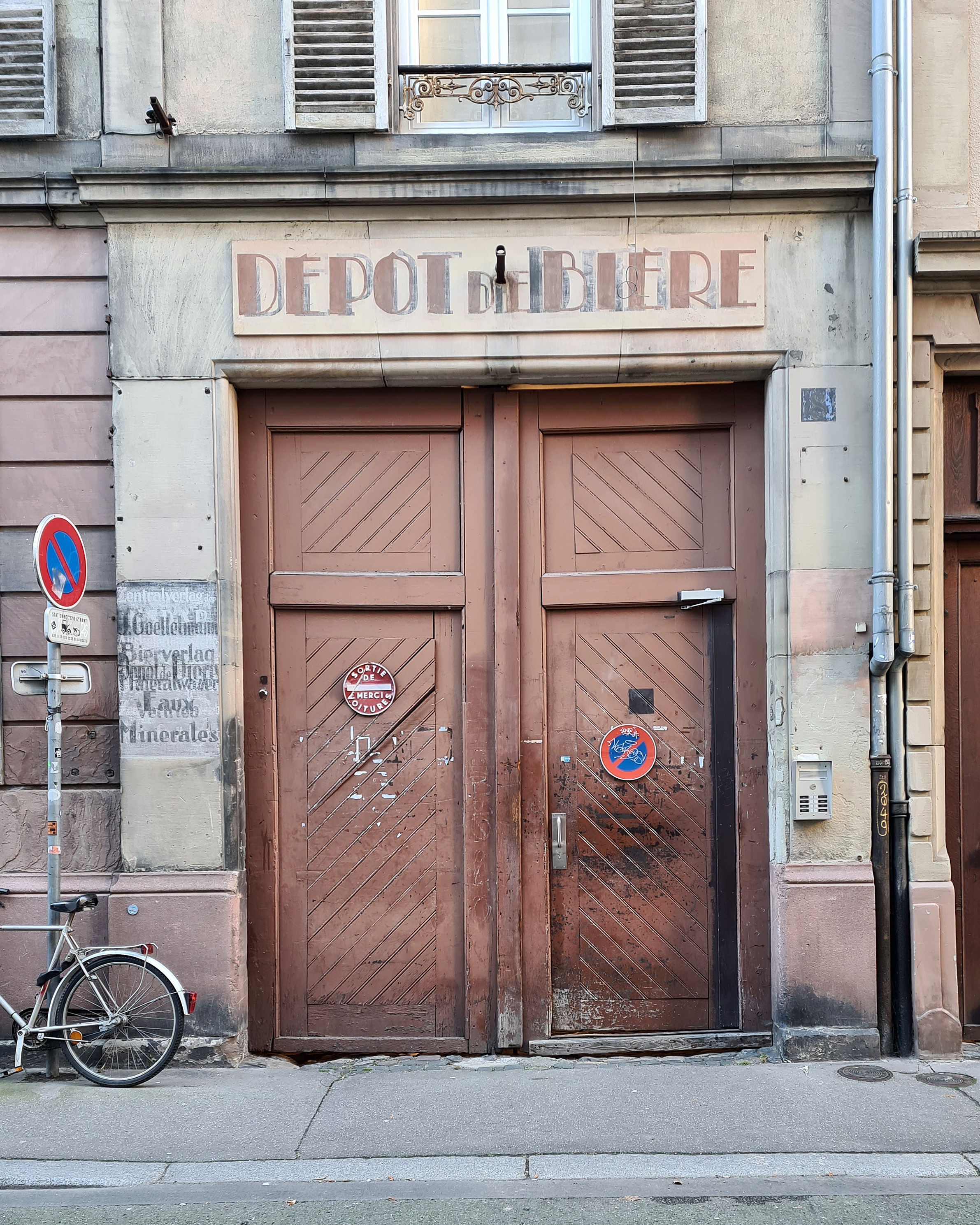
Ancien dépôt de bière.
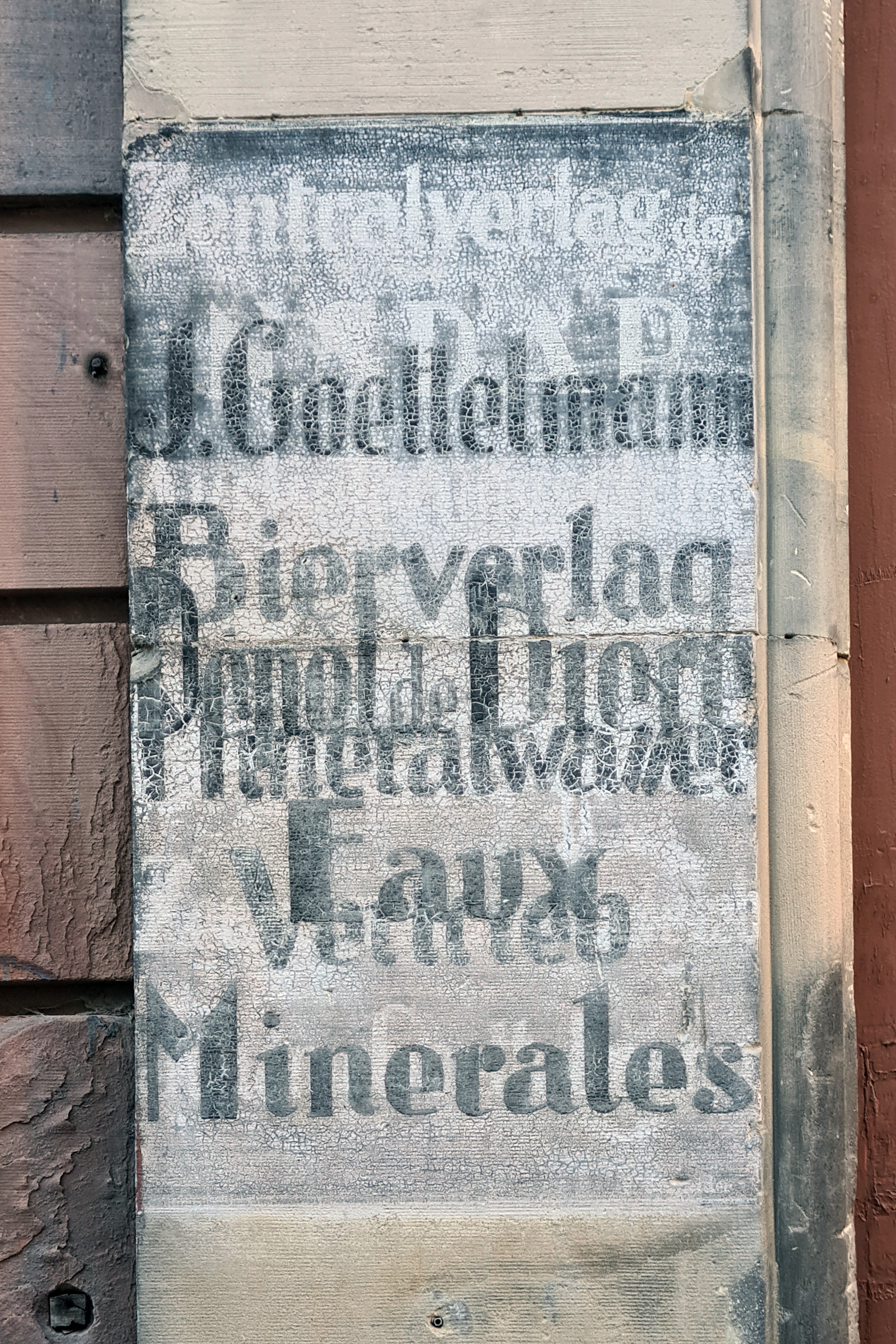
Inscriptions superposées[7].

no 9
- Façade.
- Détail de fenêtre.
- Frise grecque.

no 11
En 1890 Max Metzenthin et Paul Cavael construisent cet immeuble de style néo-Renaissance destiné à la crèche du Vaterländisches Frauenverein (association allemande de femmes), avec une capacité de 30 enfants. Il abrite toujours un jardin d'enfants et une halte-garderie.

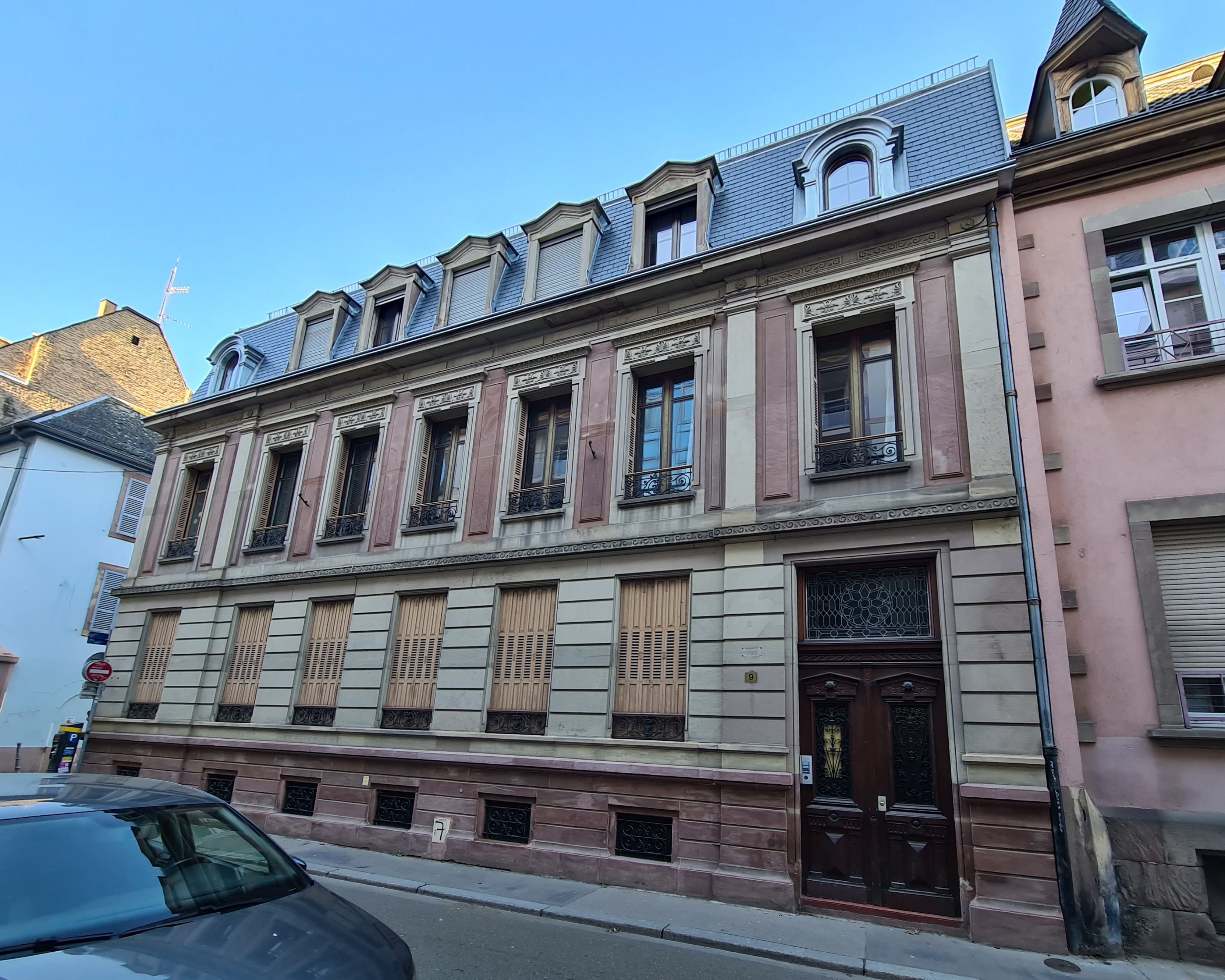
Façade.
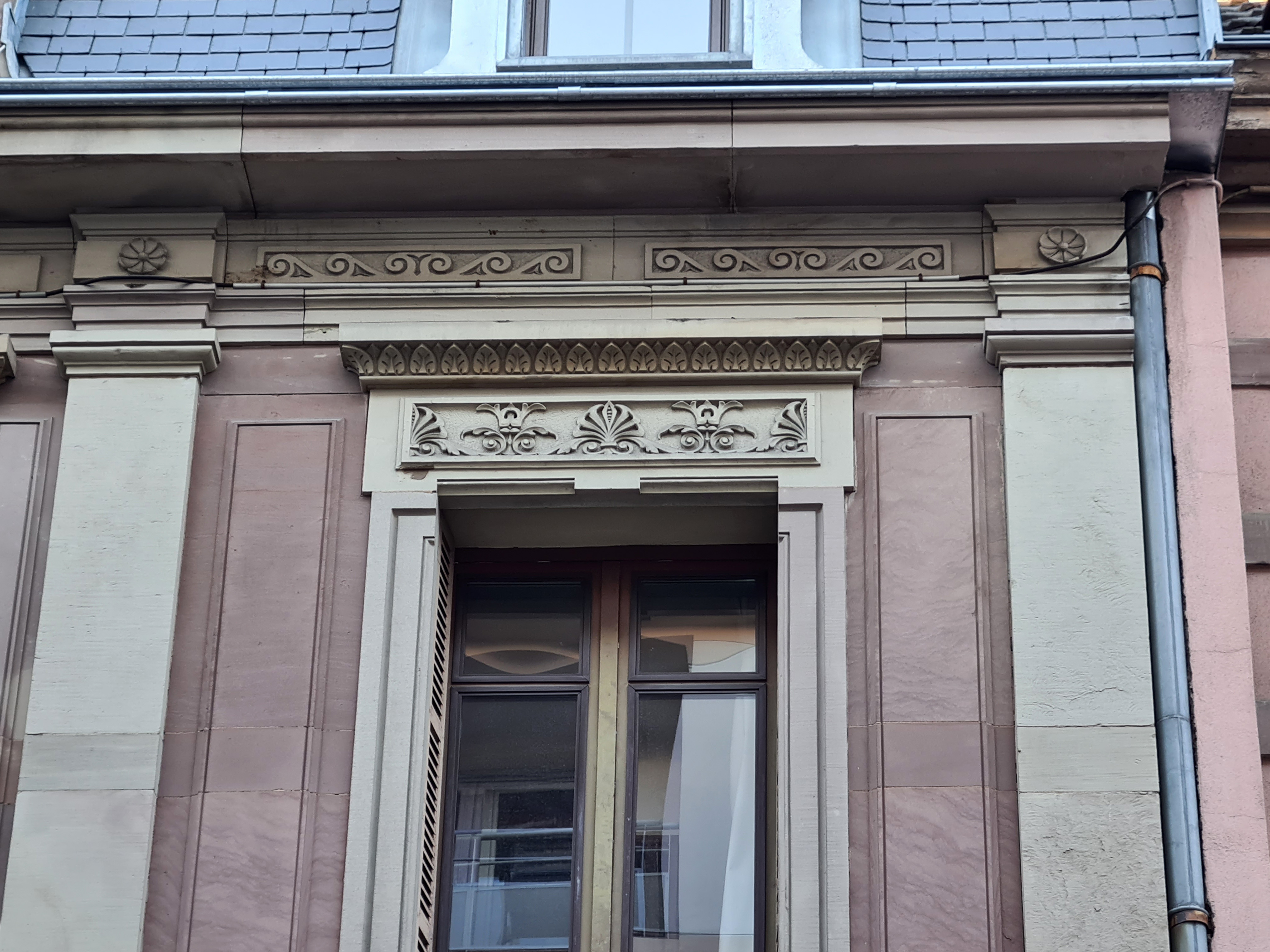
Détail de fenêtre.
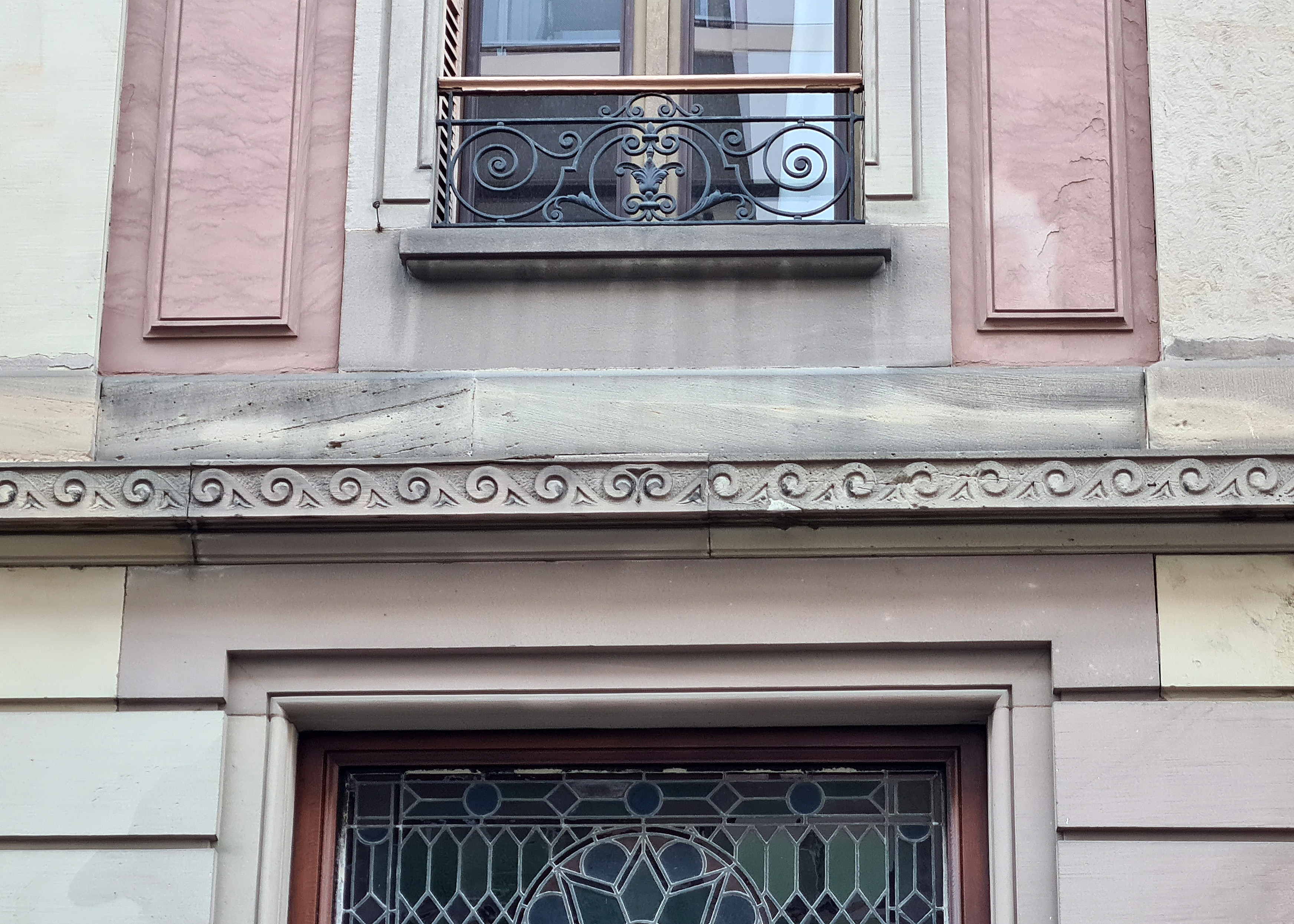
Frise grecque.

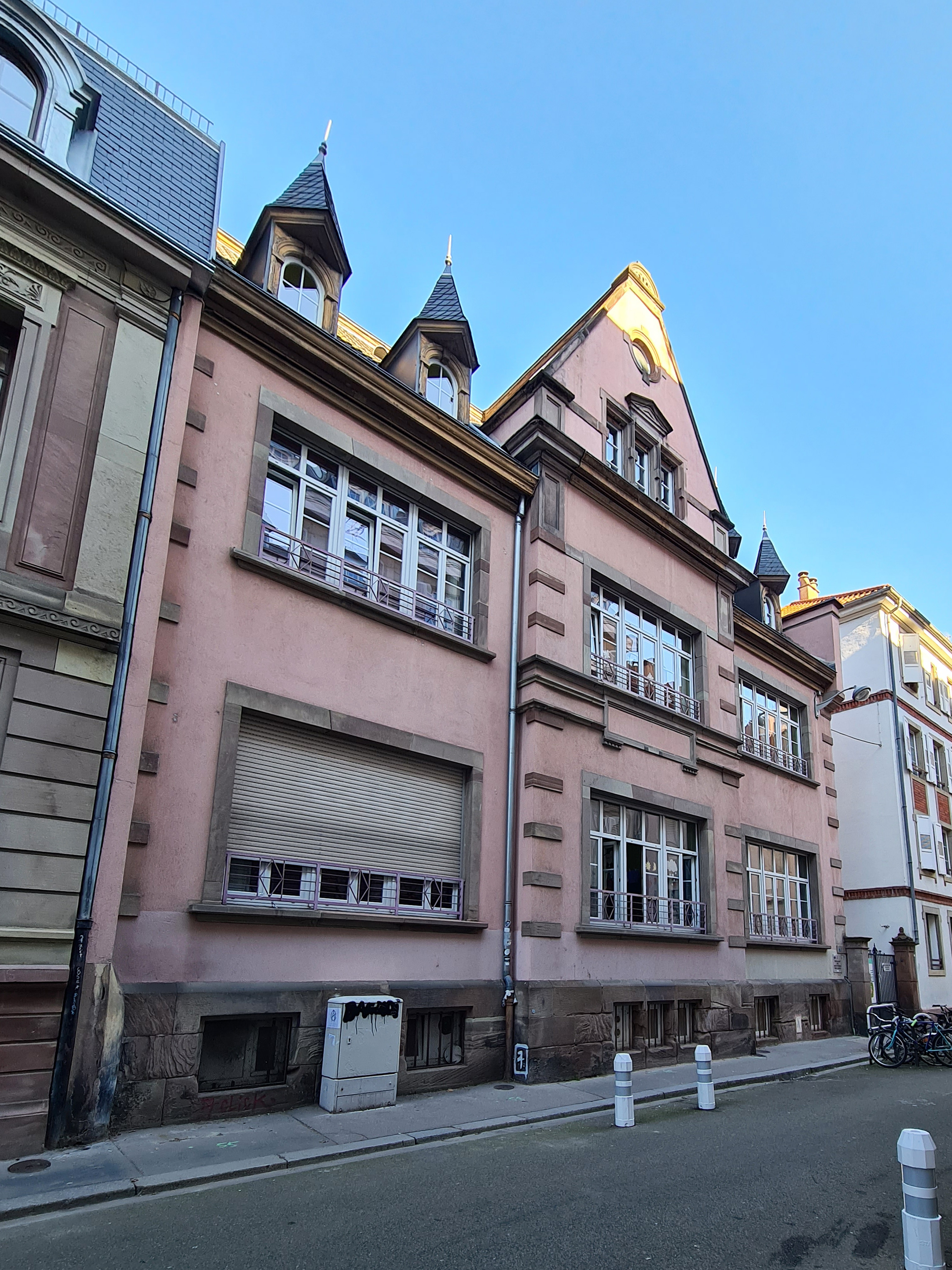
Façade.
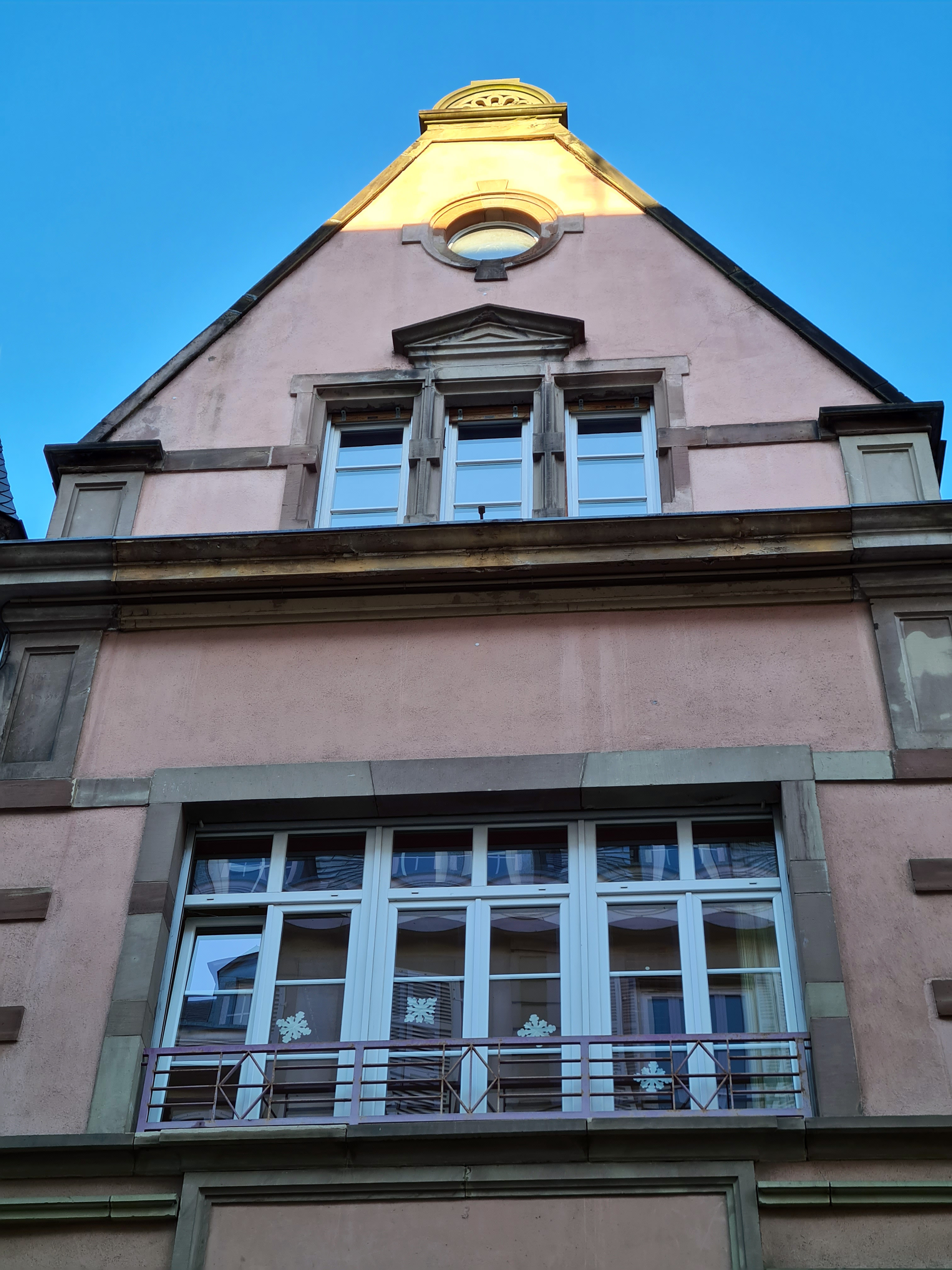
Pignon.
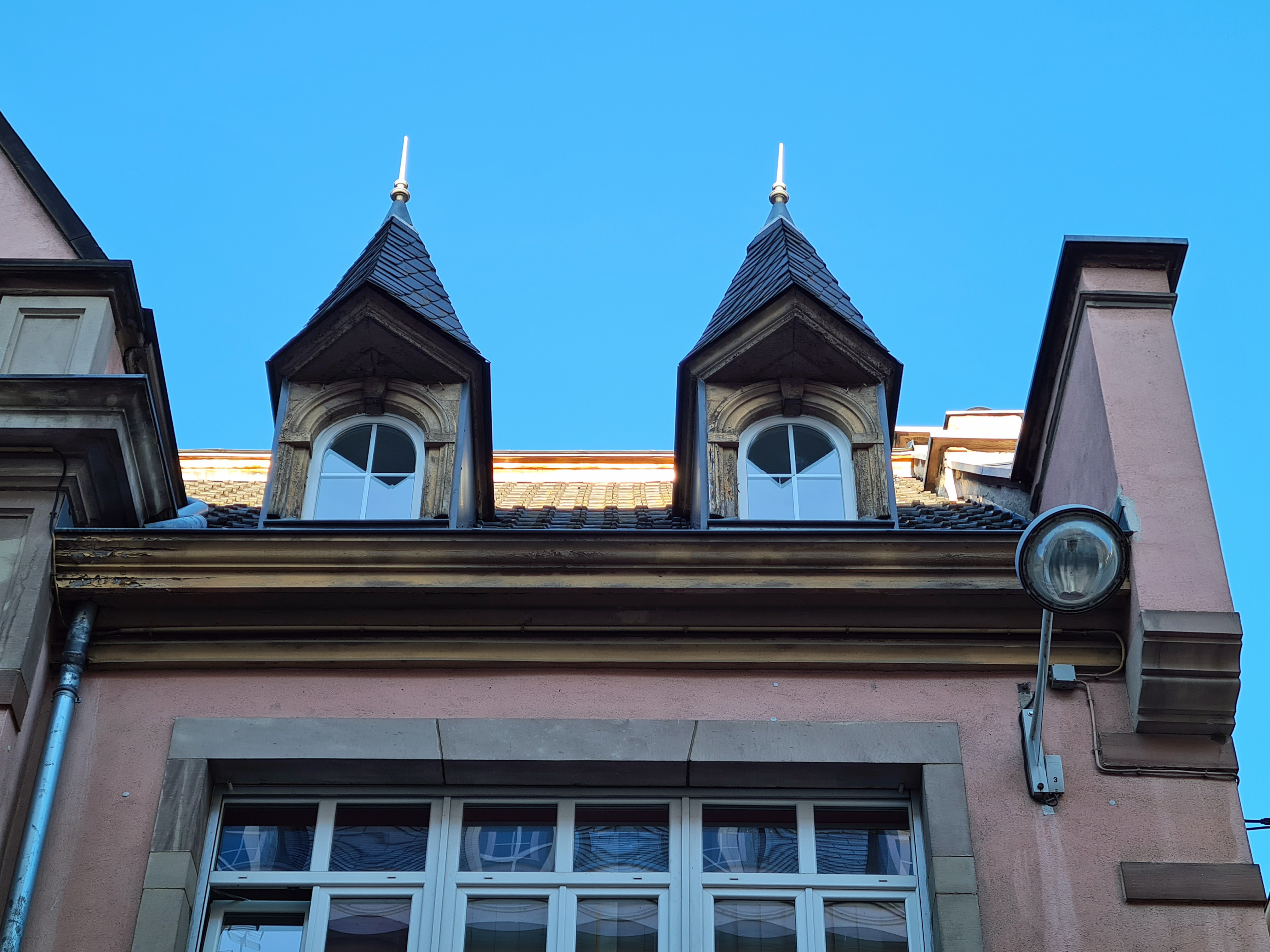
Lucarnes.
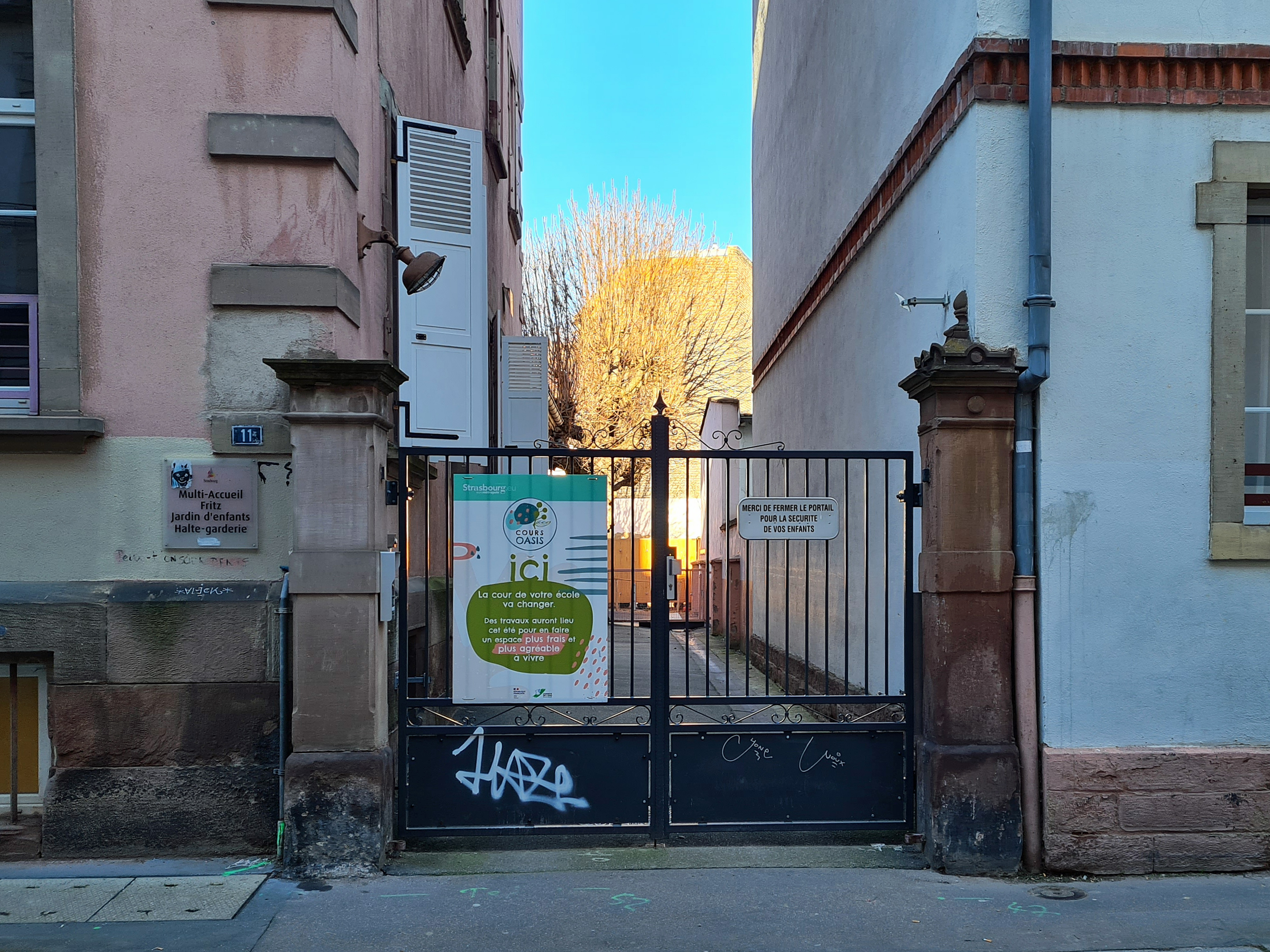
Jardin d'enfants et halte-garderie.

no 13 et 15

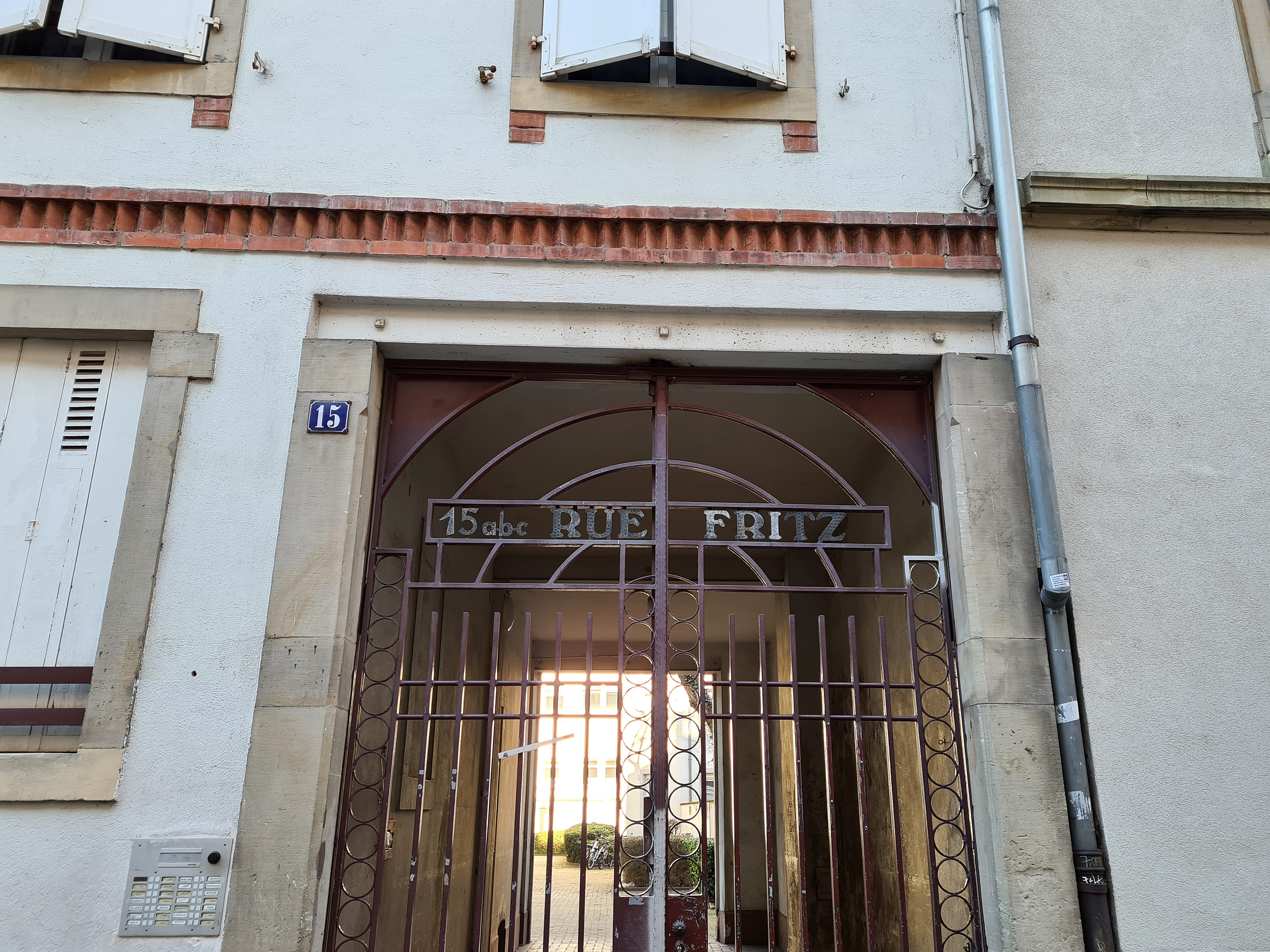
Grille d'entrée au 15, rue Fritz.

À l'extrémité de la rue, du côté de la rue Paul-Janet, on trouve un ensemble d'anciens logements populaires (V-W-Volkswohnungen) édifié en 1884.